# صوفي أمالي من براونشفايغ-لونبورغ
صوفي أمالي من براونشفايغ-لونبورغ (بالألمانية: Sophie Amalie von Braunschweig-Lüneburg) (24 مارس 1628 - 20 فبراير 1685)؛ كانت ملكة الدنمارك والنرويج، زوجة الملك فريدريك الثالث ملك الدنمارك والنرويج ووالدة كريستيان الخامس ملك الدنمارك والنرويج.

## حياتها

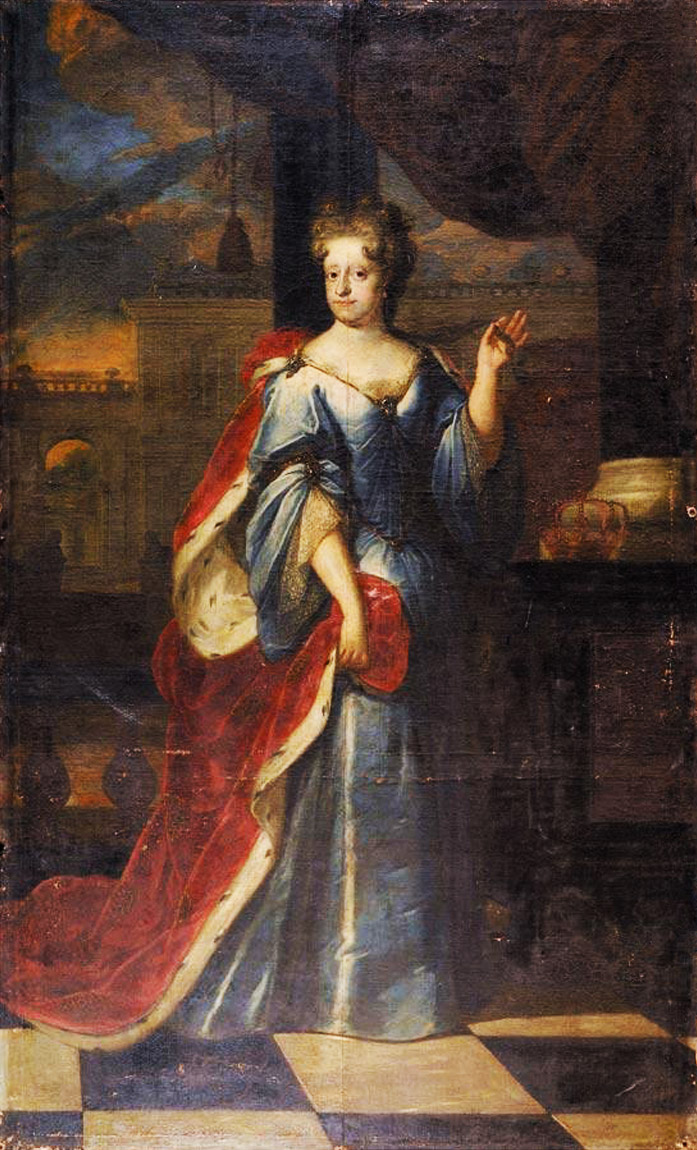
صورة لصوفي أمالي كملكة لفنان مجهول الهوية،القرن ال 17

ولدت صوفي أمالي في قلعة هرتسبرغ، في هرتسبرغ آم هارتس. كان والداها غيورغ دوق بروانشفايغ-لونبورغ وزوجته آن اليانور من هسن-دارمشتات. لم يعرف شيء عن طفولتها، تزوجت صوفي أمالي الأمير فريدريك في قلعة غلوكسبورغ في 1 أكتوبر 1643، وعاشا في بريمن. تم ترتيب الزواج في عام 1640، كان فريدريك في تلك المرحلة، رئيس أساقفة بريمن وليس وريثا للعرش، ومن المعتقد أنه كان زواجًا سياسيًا. في 1646-1647، كانوا يعيشون في ظروف متواضعة في فلنسبورغ، بعد أن أجبروا على الفرار من بريمن خلال الحرب بين الدنمارك والسويد. في 1647، تم انتخاب فريدريك ولي العهد الدنماركي، وفي السنة التالية، تبعته إلى الدنمارك، أصبحت صوفي أمالي ملكة الدنمارك في عام 1648 كزوجة لفريدريك الثالث ملك الدنمارك والنرويج. كان لديهم 8 أطفال، بما في ذلك الملك كريستيان الخامس وأولريكا إليونورا التي تزوجت الملك كارل الحادي عشر ملك السويد، وكذلك الأمير جورج قرين آن ملكة بريطانيا العظمى.

## وفاتها
توفيت في 20 فبراير 1685 في كوبنهاغن ودفنت في كاتدرائية روسكيلد.